# Gylfaginning
Gylfaginning eller Kong Gylfes forblændelse er den del af den yngre Edda, hvor Snorre ud fra passager fra digtene i den ældre Edda, først og fremmest Vølvens spådom, redegør for det hedenske verdensbillede og derudover får fortalt et par historier, som kun optræder som antydninger i digtene.
Gylfaginning fortæller blandt andet, hvordan verden blev skabt af jætten Ymers krop, hvordan krigsguden Tyr mistede sin hånd i Fenrisulvens gab, hvordan guderne nær havde solgt elskovsgudinden Freja for at få bygget en mur,
hvordan Loke reddede hende og fødte føllet Slejpner, og hvordan Thor blev bedraget
hos jætten Udgårdsloke og måtte lide den tort at drikke havvand og se sig besejret i
brydekamp af en gammel kælling – samt om Ragnarok, det store opgør mellem guder og jætter, hvor de fleste af magterne vil gå til grunde, hvorefter en ny jord opstår.
Fortællingerne er indlagt i en rammefortælling, som forklarer at det hele bare er en
historie, der blev fortalt for den skandinaviske kongen Gylfe af troldkvinden/gudinden Gefion, der for øvrigt tog sig godt betalt: hun fik Sjælland i løn.
I nogle kapitler, der muligvis er senere tilføjelser fra Snorres hånd, forklares de nordiske
guder som konger og helte, der flygtede efter den trojanske krig og slog sig ned i Skandinavien, hvor de lod sig dyrke som guder. Forklaringen er helt i tråd med hvad der var god latin i middelalderen; i moderne religionshistorie tillægges den generelt ikke nogen vægt. Thor Heyerdahl tog teorien op i Jagten på Odin.